# 阿勞西奧戰役
阿勞西奧戰役（Battle of Arausio）是公元前105年10月6日在阿勞西奧（現在的法國普羅旺斯-阿爾卑斯-藍色海岸大區沃克吕兹省奥朗日）和隆河之間發生的一場戰役。兩支羅馬軍隊對抗辛布里人與條頓人的部落，分別由新执政官奈乌斯·马尔利乌斯·马克西姆斯与前一年的执政官昆图斯·塞尔维利乌斯·卡埃皮奥指揮。然而，指揮官之間的相互猜忌使羅馬軍隊無法合作，導致慘敗。羅馬的損失多達8萬名士兵，以及另外4萬名輔助部隊（盟友）和僕人及營地追隨者 - 幾乎所有參與者都參與了戰鬥。以傷亡人數而言，這場戰役是古羅馬歷史上最嚴重的戰敗。戰役的失利讓蓋烏斯·馬略有機會脫穎而出，徹底改革羅馬軍團的組織和招募。